# Kosovo nos Jogos Olímpicos de Verão de 2024
Kosovo competiu nos Jogos Olímpicos de Verão de 2024 realizados em Paris, na França, entre 26 de julho e 11 de agosto de 2024. Esses foram os terceiros Jogos do país após a estreia em 2016.
Foi representado por nove atletas que competiram em quatro esportes. Conquistou duas medalhas, ambas no judô: prata com Distria Krasniqi na categoria até 52 kg e bronze com Laura Fazliu na categoria até 63 kg, ambas no feminino.

## Medalhas
| Atleta           | Esporte | Evento             | Medalha |
| ---------------- | ------- | ------------------ | ------- |
| Distria Krasniqi | Judô    | Até 52 kg feminino | Prata   |
| Laura Fazliu     | Judô    | Até 63 kg feminino | Bronze  |

## Competidores
Esta foi a participação por modalidade nesta edição:
| Esporte   | Masculino | Feminino | Total |
| --------- | --------- | -------- | ----- |
| Atletismo | 0         | 1        | 1     |
| Boxe      | 0         | 1        | 1     |
| Judô      | 1         | 4        | 5     |
| Natação   | 1         | 1        | 2     |
| Total     | 2         | 7        | 9     |

## Desempenho

### Atletismo
- Q = Qualificado para a próxima fase
- q = Qualificado para a próxima fase como o perdedor mais rápido ou, em eventos de campo, pela posição sem atingir o alvo para qualificação
- N/A = Fase não aplicável para o evento
- Bye = Atleta não precisou disputar aquela fase

Feminino
Eventos de pista
| Atleta        | Evento | Baterias | Baterias | Repescagem | Repescagem | Semifinal   | Semifinal   | Final       | Final       | Ref.  |
| Atleta        | Evento | Tempo    | Pos.     | Tempo      | Pos.       | Tempo       | Pos.        | Tempo       | Pos.        | Ref.  |
| ------------- | ------ | -------- | -------- | ---------- | ---------- | ----------- | ----------- | ----------- | ----------- | ----- |
| Gresa Bakraçi | 800 m  | 2:13.29  | 8        | DSQ        | DSQ        | Não avançou | Não avançou | Não avançou | Não avançou | [ 5 ] |

### Boxe
Feminino
| Atleta         | Evento    | Primeira fase        | Oitavas              | Quartas              | Semifinais           | Final / DB           | Final / DB  | Ref.  |
| Atleta         | Evento    | Adversário Resultado | Adversário Resultado | Adversário Resultado | Adversário Resultado | Adversário Resultado | Pos.        | Ref.  |
| -------------- | --------- | -------------------- | -------------------- | -------------------- | -------------------- | -------------------- | ----------- | ----- |
| Donjeta Sadiku | Até 60 kg | THA T Somnuek V 3–2  | COL A Valdés D 2–3   | Não avançou          | Não avançou          | Não avançou          | Não avançou | [ 6 ] |

### Judô
Masculino
| Atleta       | Evento    | Primeira fase         | Oitavas              | Quartas                | Semifinais             | Repescagem           | Final / DB              | Final / DB | Ref.  |
| Atleta       | Evento    | Adversário Resultado  | Adversário Resultado | Adversário Resultado   | Adversário Resultado   | Adversário Resultado | Adversário Resultado    | Pos.       | Ref.  |
| ------------ | --------- | --------------------- | -------------------- | ---------------------- | ---------------------- | -------------------- | ----------------------- | ---------- | ----- |
| Akil Gjakova | Até 73 kg | BRA D Cargnin V 10–00 | AUT S Gaßner V 10–00 | ITA M Lombardo V 10–00 | AZE H Heydarov D 00–01 | Bye                  | JPN S Hashimoto D 00–01 | =5         | [ 7 ] |

Feminino
| Atleta           | Evento    | Primeira fase              | Oitavas                  | Quartas                  | Semifinais              | Repescagem           | Final / DB                | Final / DB        | Ref.   |
| Atleta           | Evento    | Adversário Resultado       | Adversário Resultado     | Adversário Resultado     | Adversário Resultado    | Adversário Resultado | Adversário Resultado      | Pos.              | Ref.   |
| ---------------- | --------- | -------------------------- | ------------------------ | ------------------------ | ----------------------- | -------------------- | ------------------------- | ----------------- | ------ |
| Distria Krasniqi | Até 52 kg | Bye                        | INA M Maharani V 10–00   | ISR G Primo V 10–00      | ITA O Giuffrida V 10–00 | Bye                  | UZB D Keldiyorova D 00–01 | Medalha de prata  | [ 8 ]  |
| Nora Gjakova     | Até 57 kg | MGL E Lkhagvatogoo D 00–10 | Não avançou              | Não avançou              | Não avançou             | Não avançou          | Não avançou               | =17               | [ 9 ]  |
| Laura Fazliu     | Até 63 kg | Bye                        | CHN Tang J V 10–00       | FRA C Agbegnenou D 00–10 | Não avançou             | CAN C Pinard V 01–00 | CRO K Krišto V 10–00      | Medalha de bronze | [ 10 ] |
| Loriana Kuka     | Até 78 kg | SLO M Lobnik V 10–00       | UKR Y Lytvynenko D 00–01 | Não avançou              | Não avançou             | Não avançou          | Não avançou               | =9                | [ 11 ] |

### Natação
Masculino
| Atleta        | Evento      | Eliminatórias | Eliminatórias | Semifinal   | Semifinal   | Final       | Final       | Ref.   |
| Atleta        | Evento      | Tempo         | Pos.          | Tempo       | Pos.        | Tempo       | Pos.        | Ref.   |
| ------------- | ----------- | ------------- | ------------- | ----------- | ----------- | ----------- | ----------- | ------ |
| Adell Sabovic | 100 m livre | 51.77         | 58            | Não avançou | Não avançou | Não avançou | Não avançou | [ 12 ] |

Feminino
| Atleta     | Evento     | Eliminatórias | Eliminatórias | Semifinal   | Semifinal   | Final       | Final       | Ref.   |
| Atleta     | Evento     | Tempo         | Pos.          | Tempo       | Pos.        | Tempo       | Pos.        | Ref.   |
| ---------- | ---------- | ------------- | ------------- | ----------- | ----------- | ----------- | ----------- | ------ |
| Hana Beiqi | 50 m livre | 27.34         | 43            | Não avançou | Não avançou | Não avançou | Não avançou | [ 13 ] |